# Kanive Hosahalli, Koratagere
Kanive Hosahalli là một làng thuộc tehsil Koratagere, huyện Tumkur, bang Karnataka, Ấn Độ.